# تنوع جبري

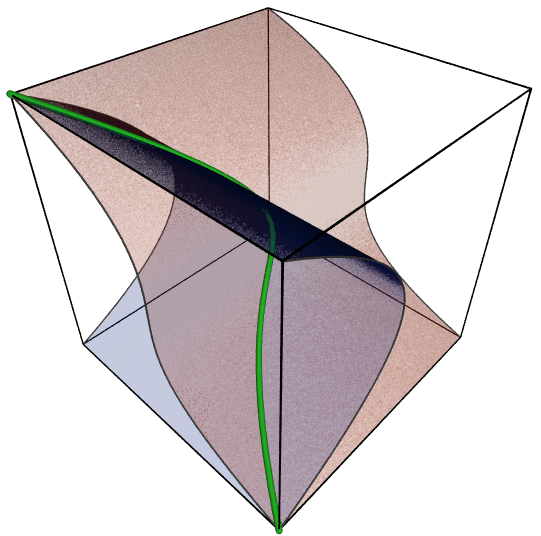
المنحنى المكعبي ثلاثي الأبعاد الملتوي هو تنوع جبري إسقاطي.

في الرياضيات، المجموعة الجبرية هي مجموعة حلول لنظام المعادلات الجبرية متعددة الحدود. أحيانًا تُعرف المجموعات الجبرية بالتنوعات الجبرية، لكن عادةً يُعرف التنوع الجبري كمجموعة جبرية غير قابلة للتحليل، بمعنى أن المجموعة الجبرية الواحدة ليست نتاج اتحاد مجموعات جبرية أخرى. تندرج دراسة المجموعات الجبرية والتنوعات الجبرية تحت فرع هام من فروع الرياضيات وهو الهندسة الجبرية.
يتشابه مفهوم التنوع الجبري مع مفهوم من مفاهيم الأشكال الهندسية؛ متعدد شعب، الاختلاف الوحيد المميز بينهما هو أن التنوع الجبري ربما يتكون من نقاط فردية في حين أن هذا غير قابل الحدوث في متعدد الشعب. على الرغم من الاختلاف بينهما، تستخدم عدة لغات كلمة واحدة للإشارة إلى كُلٍّ من التنوع الجبري ومتعدد الشعب.
حوالي عام 1800، أثبتت المبرهنة الأساسية في الجبر وجود علاقة وصلة وثيقة بين الجبر والهندسة الرياضية حيث عند تحديد متعددة الحدود معاملها الأساسي 1 (متعددة حدود واحدية المدخل) في المتغير الواحد مع المعاملات الرياضية المركبة (كائن جبري) يتم اللجوء إلى مجموعة من جذورها الدالة التي تُعد في الأصل (كائن هندسي). مع تعميم هذه النتيجة، توصل عالم الرياضيات الألماني ديفيد هيلبرت في مبرهنته عن معدل الصفر التي تُعرف باسم (Hilbert's Nullstellensatz) إلى وجود علاقة جوهرية بين المجموعات الجزئية للحلقات متعددة الحدود والمجموعات الجبرية. مع استخدام نتيجة Nullstellensatz التي توصل إليها هيلبرت ونتائج أخرى، استطاع العديد من علماء الرياضيات إثبات وجود علاقة وثيقة بين مسائل المجموعات الجبرية ومسائل نظرية الحلقات. تُعد هذه العلاقة السمة التي تميز الهندسة الجبرية عن باقي فروع الهندسة الرياضية الأخرى.

## تعريفات رسمية
يمكن تصنيف التنوعات الجبرية إلى أربعة أنواع : تنوع تآلفي وتنوعات شبه تآلفية وتنوعات إسقاطية وتنوعات شبه إسقاطية. هناك أيضًا مفهوم أكثر شمولية؛ التنوع الجبري التجريدي.